# غاردن رووت

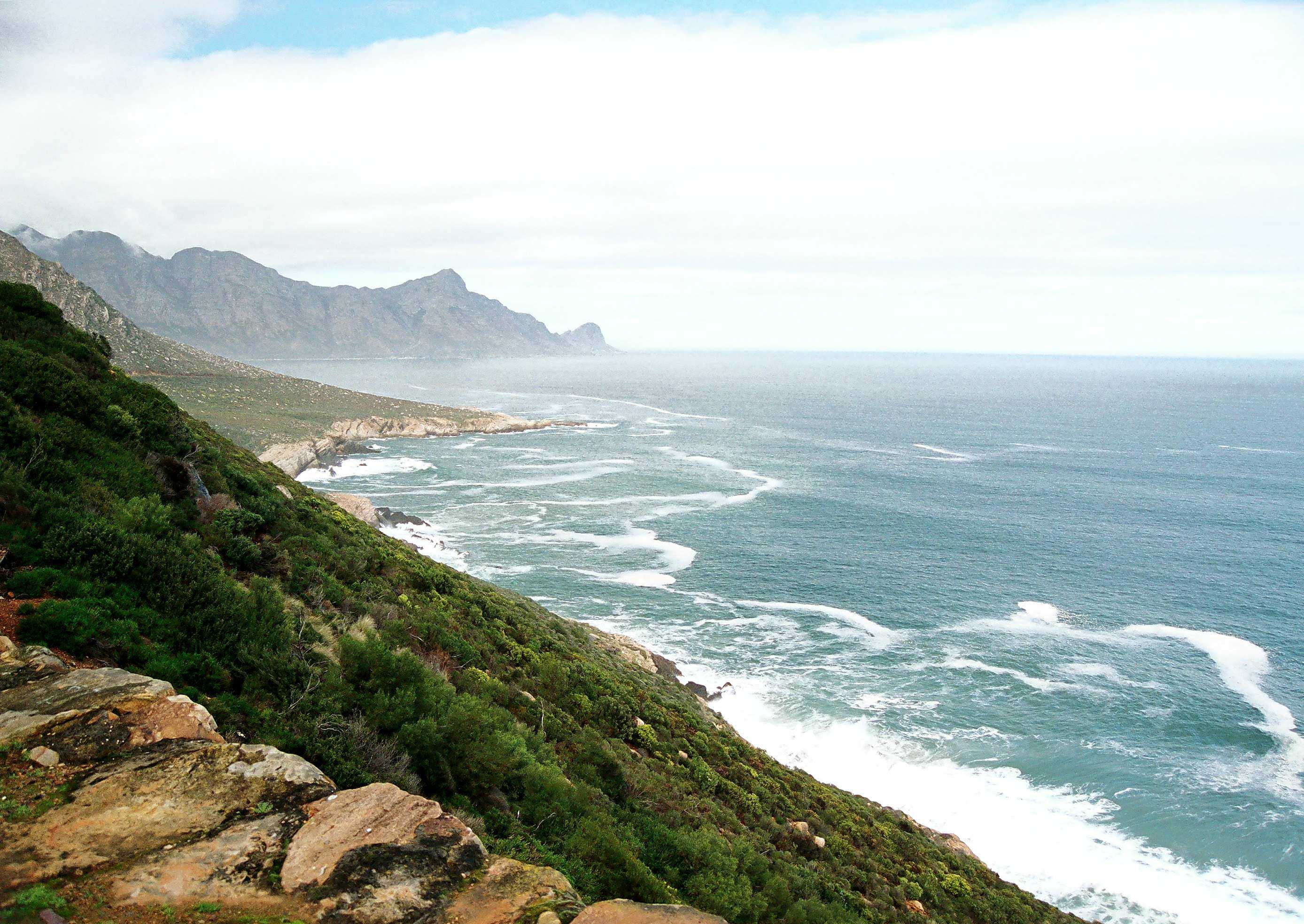
صورة بانورامية للساحل على غاردن رووت.

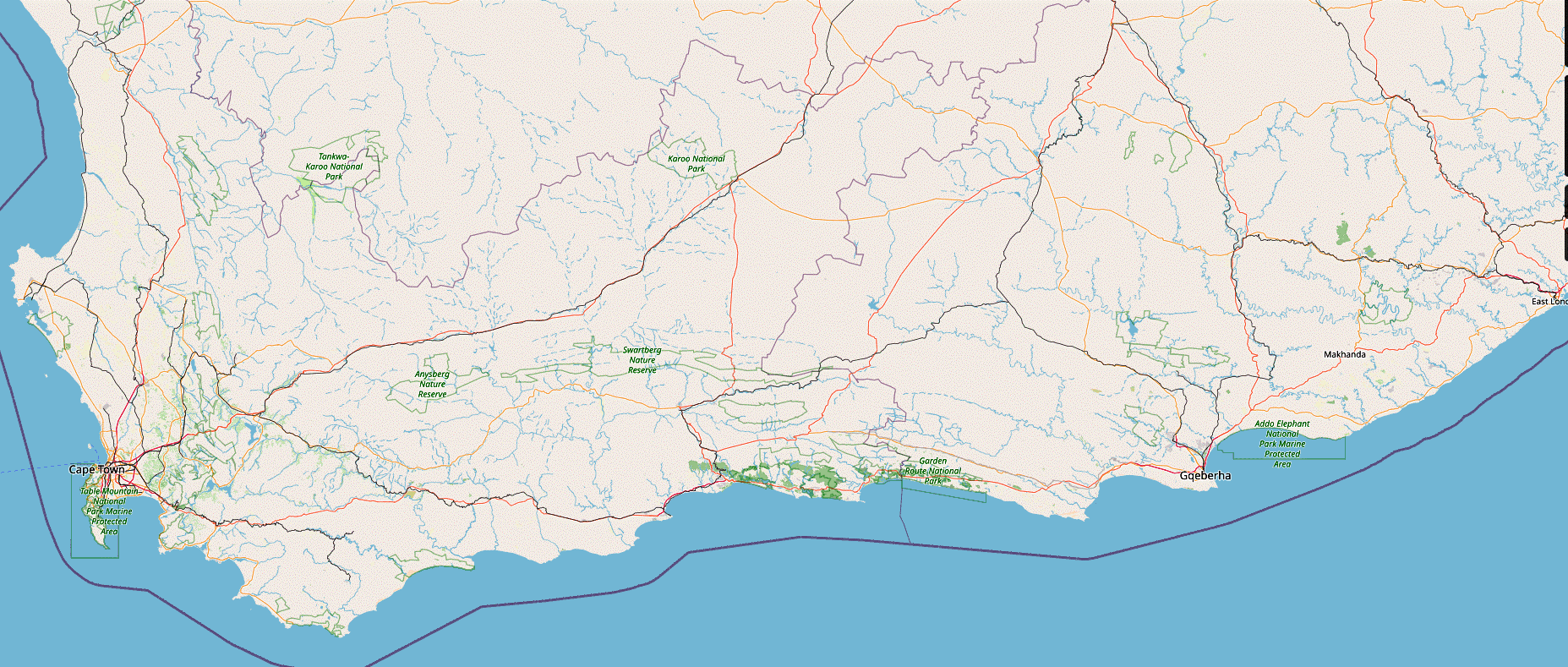
خريطة تبين موقع طريق جاردن رووت.

غاردن رووت (بالإنجليزية: Garden Route) هي منطقة على ساحل جنوب أفريقيا تطل على المحيط الهندي على الطريق الوطني N2. تعرف تلك المنطقة أيضا من تواجد منتزه غاردن رووت الوطني فيها ويعيش هناك نوع من الأفيال تسمى أفيال كنيسنا.
يمتد طريق غارتن رووت من «موسل باي» في محافظة «فيست كاب» إلى بورت إليزابيث في الكاب الشرقي «أوست كاب». يمر طريق غارتن رووت على ساحل جنوب أفريقيا بالمدن جورج وموسل باي، وكنيسنا وبليتينبرغ باي.
يحب السياح الذهاب إلى غاردن رووت في جنوب أفريقيا ويزوره مئات الآلاف منهم في كل عام. ومن أهم المعالم السياحية فيه منتزه غاردن رووت الوطني والبحيرات الشاطئة في كنيسنا.
كما تكثر رياضة الانزلاق على الماء في خليج «جيفريز باي» الذي يقع غرب مدينة بورت إليزابيث.

## الجغرافية
تتمتع منطقة غاردن رووت باعتدال المناخ فهي دفيئة صيفا باردة شتاءا، وهي أحسن منطقة في جنوب أفريقيا من حيث طقسها، ويقال إنها تأتي في الركز الثاني من ناحية اعتدال المناخ والطقس بعد هاواي؛ وهذا ما يسجله كتاب غينيس. من النادر أن تهبط درجة الحرارة فيها عن 10 درجات مئوية شتاءا ويندر أن تزيد عن 28 درجة في الصيف. تتساقط أمطار خفيفة على المنطقة وتزداد قليلا خلال فصل الربيع. يساعد على ذلك مياه المحيط الهندي وما يأتي منه رطوبة ترتفع عند جبال تسيتسيكاما خلف الساحل.
ينحصر طريق غاردن رووت بين تلك الجبال والمحيط الهندي. من تترعرع في منطقة أوتينكوا وتسيتسيكاما الغابات وكثير من السياح يأتون إلى تلك المنطقة لمزاولة رياضة الانزلاق على الماء والتجول في الغابات. وتعيش فيها نحو 300 نوع من الطيور، كما تعيش في غابتها أفيال كنيسنا الشهيرة بالقرب من مدينة كنيسنا.

## صور

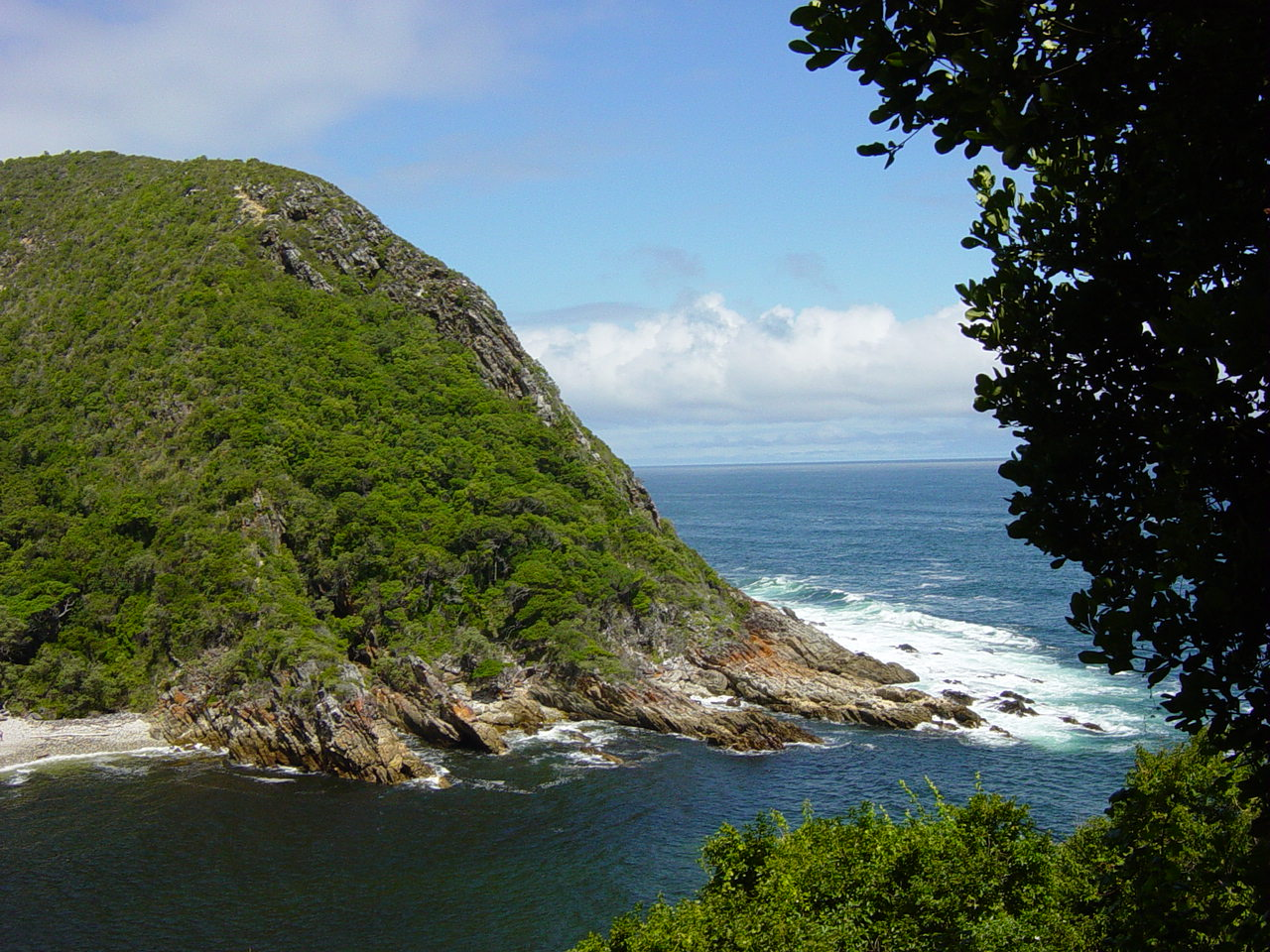
مصب نهر عند منتزه تسيتسيكاما الوطني على طريق غاردن رووت
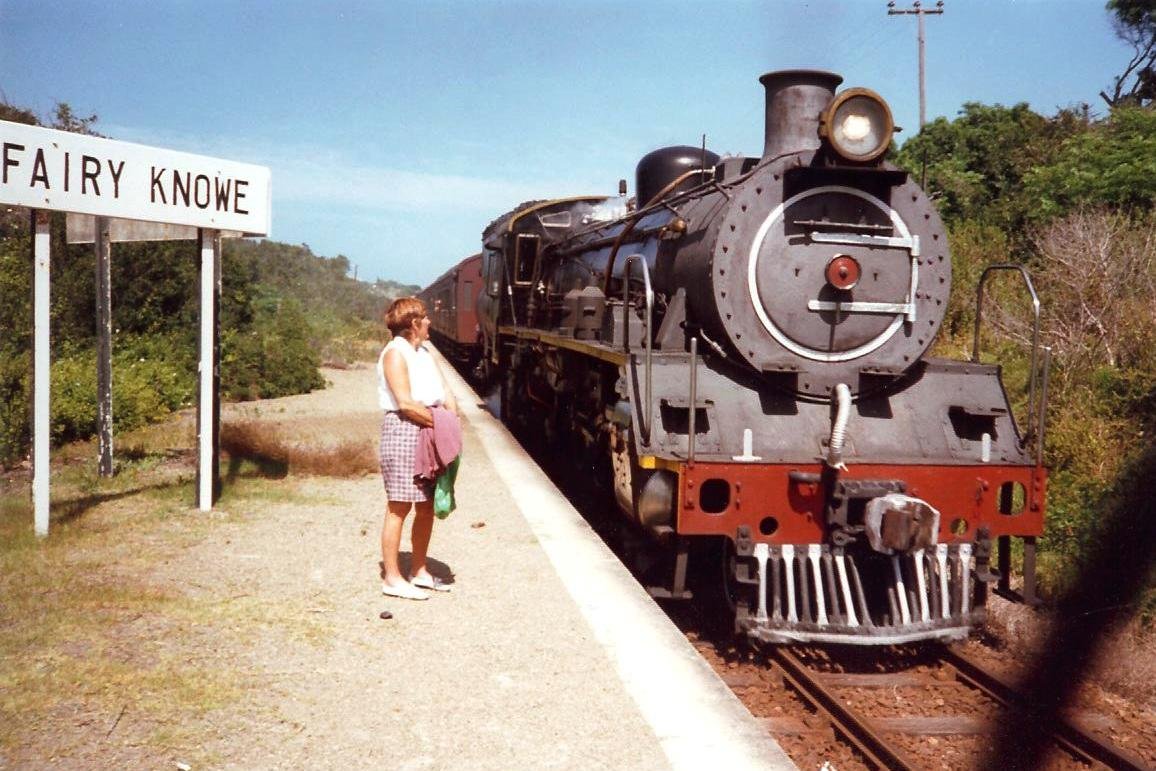
محطة قطار فيري نو
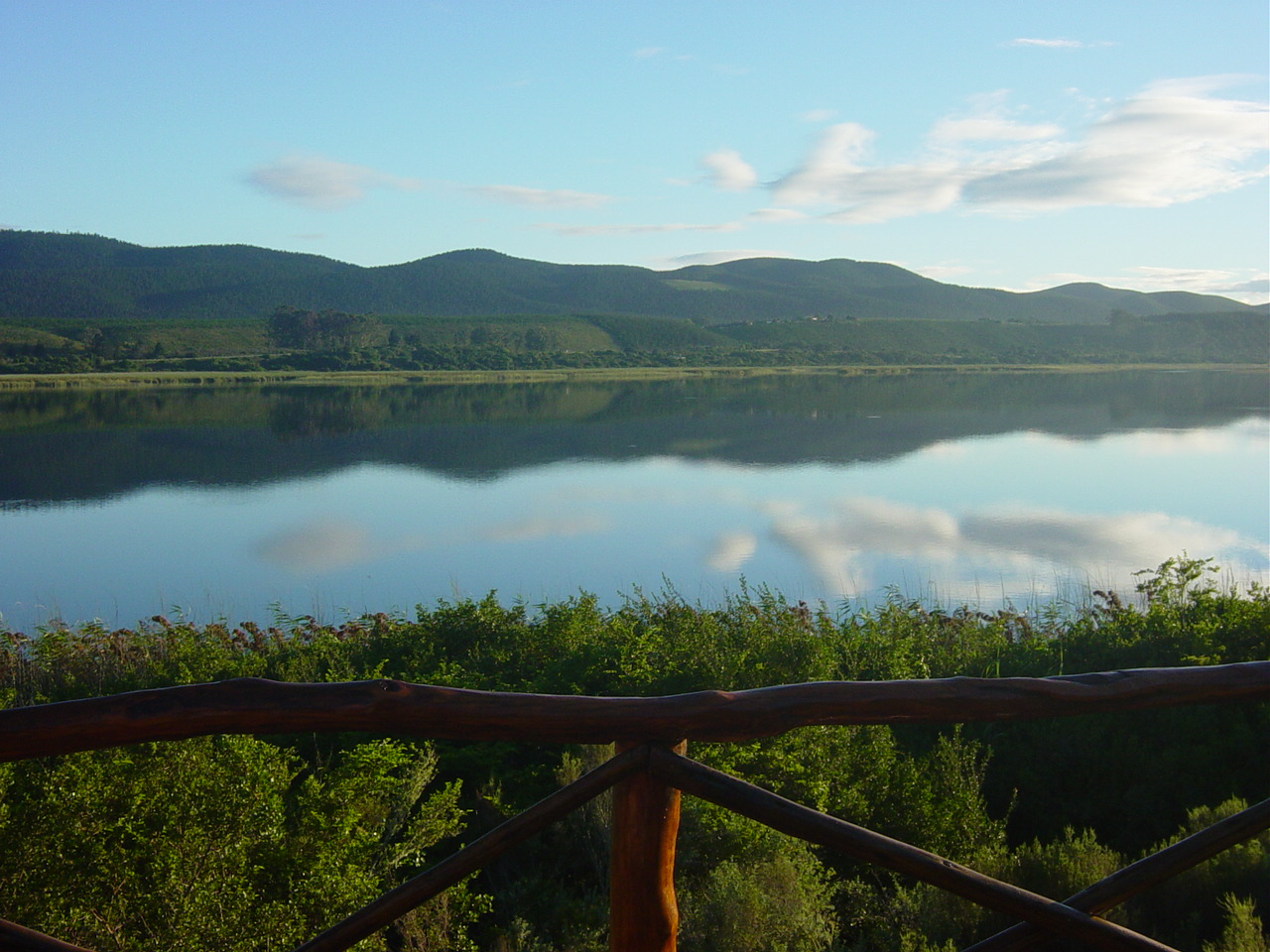
منظر لبحيرة على طريق غاردن رووت
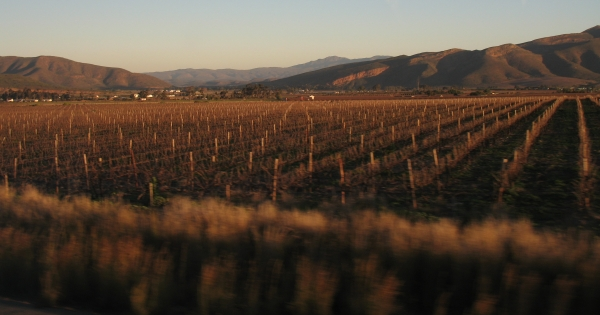
زراعة العنب لصناعة النبيذ

## وصلات خارجية
- Garden Route Reiseführer

## اقرأ أيضا
- كنيسنا
- جنوب أفريقيا
- منتزه وطني
- منتزه غاردن رووت الوطني
- بورت إليزابيث

‌